# Maxime Do Couto Teixeira
Maxime Do Couto Teixeira (ur. 13 grudnia 1996 w Neuilly-sur-Seine, w regionie Île-de-France) – francuski piłkarz, grający na pozycji napastnika.

## Kariera piłkarska

### Kariera klubowa
Wychowanek klubów Paris 15ème O., FC Mantes i Tours FC. W sierpniu 2014 rozpoczął karierę piłkarską w barwach Tours FC. Latem 2017 roku przeszedł do Avoine OCC. 25 lipca 2018 podpisał kontrakt z Olimpikiem Donieck.